# Multipôle
Le multipôle est une représentation symbolique d'un système électrique sous la forme d'une boite noire où les interfaces vers l'extérieur du système sont représentées par des couples de bornes caractérisés chacun par un courant et une tension. La connaissance du comportement d'un multipôle se limite en conséquence seulement aux relations liant les grandeurs présentes au niveau des différentes interfaces. Toutefois, cela est en général suffisant lorsque l'on s'intéresse uniquement à l'interaction du multipôle avec d'autres systèmes électriques qui sont extérieurs à lui. Les exemples les plus couramment rencontrés de multipôle sont le dipôle qui possède une seule interface et le quadripôle qui en possède deux. L'origine du nom de chaque type de multipôle tient donc au nombre total de borne et non au nombre d'interface. Ainsi, l'hexapôle et l'octopôle possèdent respectivement trois interfaces, soit six bornes, et quatre interfaces, soit huit bornes.

## Multipôle linéaire ou non linéaire
Si le contenu du système symbolisé par un multipôle a un comportement linéaire vis-à-vis des tensions et des courants présents à ses bornes, il est possible de le modéliser par une matrice carrée qui exprime alors les relations entre ces différentes grandeurs. La résistance, l'inductance, le condensateur ou le transformateur sont les constituants principaux d'un multipôle linéaire. Les diodes, les transistors ou, plus globalement, les composants semi-conducteurs rendent, quant à eux, un multipôle non linéaire même si une linéarisation peut parfois s'opérer pour de faibles variations des grandeurs d'entrée autour d'un point d'équilibre.

## Multipôle passif ou actif
Les multipôles peuvent également se différencier en deux catégories: les multipôles passifs et les multipôles actifs.

### Multipôle passif
Un multipôle est considéré comme passif s'il est composé uniquement d'éléments dont la tension et le courant aux bornes de chacun d'eux respectent une relation, en notation complexe, de la forme:
{\displaystyle {\underline {U}}={\underline {Z}}({\underline {I}},\omega )\cdot {\underline {I}}}       avec         {\displaystyle {\Re e({\underline {Z}}({\underline {I}},\omega ))\geq 0}}
Ce qui sous-entend que la caractéristique statique courant-tension de ces éléments se situe exclusivement dans le premier et le troisième quadrant ou encore que ces éléments sont neutres ou dissipatifs d'un point de vue énergétique. Cette définition se généralise à des dispositifs électromagnétiques plus complexes en remplaçant les notions de tension et de courant par ceux de champ électrique et de densité de courant.
Les exemples les plus courants de composants qui interviennent dans un multipôle passif sont la résistance, le condensateur, l'inductance ou encore la diode. Ce qui caractérise enfin le plus un multipôle passif lorsqu'il a, en plus, un comportement linéaire sont ses propriétés de réciprocité.

### Multipôle actif
Un multipôle est considéré comme actif s'il n'est pas passif. Ainsi, il suffit d'avoir un élément du multipôle qui ne respecte pas la relation donnée précédemment pour que le multipôle soit considéré globalement comme actif. Les principaux composants internes qui rendent un multipôle actif sont les sources de tensions ou de courants, indépendantes ou non, et les amplificateurs. Tous ces composants constituent, en général, des sources d'énergie, ce qui explique que, même en l'absence de connexion avec d'autres systèmes électriques extérieurs, un multipôle actif peut avoir des tensions non nulles au niveau de ses interfaces.